# Steponas
Steponas ist ein litauischer männlicher Vorname, abgekürzt Stepas, abgeleitet von Stefan.

## Ableitungen
- Steponavičius

## Personen
- Steponas Darius (1896–1933), Pilot
- Steponas Jaugelis-Telega (1600–1668),  Kulturaktivist und Bürgermeister von Kėdainiai
- Steponas Rusteika (1887–1941),  Jurist und Politiker, Oberst
- Steponas Dainius Umbrasas, Jurist und  Vizeminister der Justiz

Zwischenname
- Gintaras Steponas Vyšniauskas (* 1961), Politiker, Vizeminister